# هلک (نوادا)
هلک (به انگلیسی: Halleck) یک منطقهٔ مسکونی در ایالات متحده آمریکا است که در شهرستان ایلکو، نوادا واقع شده‌است. هلک ۱٬۵۹۴٫۱۲ متر بالاتر از سطح دریا واقع شده‌است.